# Обсада на Алкасар
Обсадата на Алкасар е изключително символична победа на националистите в Толедо в началния етап на Гражданската война в Испания.
Алкасар на Толедо е държан от различни военни сили в полза на националистическото въстание. Милиции на партиите в Народния фронт започват своята обсада на 21 юли 1936 г. Тя приключва на 27 септември с пристигането на Африканската армия под командването на Франсиско Франко.

## Предистория
На 17 юли 1936 г. Франсиско Франко започва военния бунт в Испанско Мароко. На 18 юли военният губернатор на провинция Толедо, полковник Москардо, нарежда на гражданската гвардия на провинцията да се концентрира в град Толедо. През 19 и 20 юли са направени различни опити от военното министерство на републиканското правителство да се сдобият с боеприпасите в оръжейната фабрика в Толедо. Всеки път полковник Москардо отказва и е заплашен, че срещу него ще бъде изпратена сила от Мадрид.

### Сили
Републиканските сили, изпратени в Толедо, се състоят от приблизително 8000 души от милициите на Национална конфедерация на труда. Републиканските военновъздушни сили извършват разузнаване, забелязват артилерията и бомбардират Алкасар 35 пъти.
Участници в националистическото въстание са 800 души от гвардията, 6 кадети от Военната академия, 100 войници и 200 цивилни от десните политически партии. Единствените оръжия, които притежават са пушки, няколко стари картечници и няколко ръчни гранати.
Приблизително 670 цивилни (500 жени и 50 деца) са в Алкасар по време на обсадата. Много от тях са членове на семействата на гвардейците, докато други са избягали от настъпващите републикански милиции. На жените не е дадена роля в защитата на Алкасар; не им е позволено дори да готвят или да се грижат за ранените. Присъствието им в Алказар обаче дава на мъжете морален кураж да продължат отбраната. Цивилните са пазени от атаки на републиканците. По време на обсадата се раждат две деца. Едно от родените бебета, което става офицер в испанската армия, е изгонено от армията в края на 70-те години, защото се присъединява към Военния демократичен съюз.
Освен това, десет затворници и около 100-200 заложници (включително жени и деца) са държани от националистите по време на обсадата. Сред заложниците са гражданският управител на провинцията и семейството му.

### Символизъм
Алкасар става резиденция на испанските монарси след повторното завоюване на Толедо от маврите, но е изоставен от Филип II и през 18 век е превърнат във военна академия. След пожар през 1886 г. части от Алкасар са подсилени със стоманени и бетонни греди.
Националистите виждат Алкасар като представяне на силата и господството на Испания. Загубата на Алкасар от републиканците ще бъде сериозен удар върху визията и морала на националистите. Толедо е и духовната столица на Испанското вестготско кралство.
Освен фабрика за малки оръжия, Толедо е град без военна стойност за двете страни; националистическите сили там са малки, изолирани, зле оборудвани и не са в състояние да водят настъпателни операции. Републиканското правителство смята, че тъй като гарнизонът е само на 64 километра югозападно от Мадрид и няма да получи незабавна помощ от другите националистически сили, това ще бъде лесна пропагандна победа.

## Обсада

### 21 юли
Прокламация, обявяваща „положение на война“, е прочетена от капитан Емилио Вела-Идалго, капитан на кавалерията (и племенник на републиканския генерал Мануел Карденал Доминисис) във Военната академия в 7:00 часа сутринта в Сокодовер, главният площад от Толедо. Дадени са заповеди за „арестуването на добре известни леви активисти“ в Толедо, но само директорът на местния затвор е арестуван.
Републиканските войски, изпратени от Мадрид, първо пристигат в болницата на Тавера в покрайнините на Толедо, но пренасочват атаката си към оръжейната фабрика, след като получават силен отпор от болницата. Отряд от 200 гвардейци е разположен в оръжейната фабрика и последват преговори с републиканците. По време на тези разговори гражданската гвардия товари камиони с боеприпаси от фабриката и ги изпраща до Алкасар, преди да евакуира и унищожи фабриката.

### 22 юли – 13 август
До 22 юли републиканците контролират по-голямата част от Толедо и търсят предаването на Алкасар чрез артилерийски обстрел. По време на обсадата националистите са с пасивна отбрана, като отвръщат на огъня само когато атаката е неизбежна.
Полковник Москардо е извикан по телефона от началника на Работническата милиция, комисар Кандидо Кабельо, сутринта на 23 юли в Толедо и му казва, че ако Алкасар не бъде предаден до десет минути, 24-годишният син на Москардо, Луис, който е заловен по-рано през деня, ще бъде екзекутиран. Полковник Москардо иска да говори със сина си, а той го пита какво трябва да направи. „Предай душата си на Бог“, казва той на сина си, „и умри като патриот, викайки „Viva Cristo Rey!“ и „Viva España!“ Алкасар не се предава.“ "Това - отговоря синът му - мога да направя." Луис е незабавно разстрелян, противно на слуховете, че той всъщност не е застрелян до месец по-късно "в отмъщение за въздушно нападение".

### 14 август – 17 септември
На 14 август републиканците променят тактиката, след като смятат, че защитата от северната страна на Алкасар е достатъчно намалена. През следващите пет седмици републиканците атакуват Камарата на военното правителство единадесет пъти, но всеки път са отблъсквани от националистите. След войната Франко награждава посмъртно Гилермо Хуарес де Мария и Есперанса с Orden del Mérito Militar за смелостта му при пробива. Ако републиканците бяха превзели сградата на военното правителство, това би им позволило да струпат голям брой войски само на 37 метра от Алкасар.
Пратеник на републиканците, майор Висенте Рохо, е изпратен при полковник Москардо на 9 септември, за да иска предаването на Алкасар. Това е отказано, но полковник Москардо иска да бъде изпратен свещеник, който да кръсти двете деца, родени по време на обсадата, и също да отслужи литургия.
Васкес Камараса, мадридски проповедник с леви възгледи, е пратен в Алкасар сутринта на 11 септември, за да изпълни това и да издаде общо опрощение на защитниците на Алкасар. Същата вечер майор Рохо се среща с полковник Москардо, за да обсъдят евакуацията на жените и децата. Жените единодушно отговарят, че никога няма да се предадат и ако се наложи ще вземат оръжие за защитата на Алкасар.
Чилийският посланик в Испания, Хосе Рамон Гутиерес, след като научава, че предишните опити за предаване са се провалили, отива на 12 септември, за да осигури предаването на Алкасар. Той не успява да се свърже с полковник Москардо, тъй като телефонните кабели са скъсани миналата нощ от гранати, хвърлени от републиканските милиции, и той не желае да използва други методи за комуникация.

### 18 септември
От 16 август републиканците копаят две мини до югозападната кула на Алкасар. Сутринта на 18 септември експлозивите в мините са взривени от Франсиско Ларго Кабайеро, унищожавайки напълно югозападната кула и двамата защитници в нея. Приблизително 10 минути след експлозията републиканците предприемат четири атаки срещу Алкасар с помощта на бронирани коли и танкове. Атаките се провалят след решителна защита от страна на националистите, но републиканците отговарят с продължителен артилерийски обстрел на Алкасар през цялата нощ и на следващия ден.

### 19 – 26 септември
Бомбардировката на отдалечените сгради е толкова силна, че комуникацията между тях и Алкасар става невъзможна. Наредено е изтегляне от сградите и до нощта на 21 септември гарнизоните са съсредоточени в това, което е останало от Алкасар. Републиканците атакуват отдалечените сгради сутринта на 22 септември, но напредъкът е бавен, защото те не знаят, че сградите са изоставени.
В 5:00 часа сутринта на 23 септември републиканците нападат северните пробиви на Алкасар и изненадват защитниците, като хвърлят гранати и динамит. Националистите от тази страна са прогонени в двора на Алкасар.
По-късно сутринта е организирано ново нападение, този път водено от танк. Вълна след вълна от републикански войници атакуват пробивите, но след 45 минути атаката е спряна и отстъпват.

## Подкрепление
Първият знак за настъпваща националистическа колона е на 22 август, когато самолет, изпратен от Франко, качва сандък с храна в Алкасар заедно със съобщение до защитниците, че Африканската армия е на път да подкрепи гарнизона. До 26 септември колоните на националистите достигат село Баргас, на 6 километра северно от Толедо.
Позицията на републиканците в Толедо става отчайваща и на сутринта на 27 септември те предприемат последно нападение срещу Алкасар. Атаката е отблъсната и малко след това националистите се спускат от Баргас, за да прекратят обсадата. След пристигането на основните националистически сили, повечето от републиканските войски се отстъпват към Аранхуес.

## Последици
Символичната стойност на Алкасар нараства с течение на седмиците и републиканците хвърлят крайно необходимите хора, артилерия и оръжия за превземането на крепостта (вместо да ги използват, за да се изправят срещу северното настъпление на Франко през Западна Испания). Пресата е поканена от републиканското правителство да стане свидетел на експлозията на мините и щурмуването на Алкасар на 18 септември, когато самият министър-председател Франсиско Ларго Кабайеро детонира мината, но едва на 29 септември пресата влиза в Алкасар, този път по покана на националистите, превръщайки цялата афера в огромна пропагандна победа за тях, подкопавайки републиканския морал.
Решението на Франко да освободи защитниците на Алкасар е противоречиво по онова време. Много от неговите съветници смятат, че той трябва да продължи напредването към Мадрид, защото обсадителите на Алкасар ще бъдат извикани в Мадрид за неговата защита. Франко обаче смята, че пропагандната стойност на Алкасар е по-важна и нарежда на армията от Африка да го освободи. Наистина, когато Франко пристига в Алкасар ден след освобождаването му, той е посрещнат от Москардо, който заявява: „Няма повече новини в Алкасар, мой генерале. Давам ви го унищожен, но със запазена чест“. Два дни след освобождаването на Алкасар, Франко е провъзгласен за генералисимус и през октомври е обявен за държавен глава.
Историята на обсадата е много интересна за чуждестранните поддръжници на Франко, които прочитат няколко книги, публикувани на чужди езици, и се стремят да се срещнат с Москардо, когато посещават следвоенна Испания. През декември 1936 г. делегация на румънската Желязна гвардия, водена от Йон Моца и Василе Марин, подарява церемониален меч на оцелелите от обсадата и обявява съюза на тяхното движение с испанските националисти.